# Mjällsjön (Sibbarps socken, Halland)
Mjällsjön är en sjö i Falkenbergs kommun och Varbergs kommun i Halland och ingår i Ätran-Himleåns kustområde. Sjön är 3 meter djup, har en yta på 0,0658 kvadratkilometer och befinner sig 72,1 meter över havet.

## Delavrinningsområde
Mjällsjön ingår i det delavrinningsområde (633466-130414) som SMHI kallar för Utloppet av Mjällsjön. Medelhöjden är 91 meter över havet och ytan är 0,64 kvadratkilometer. Räknas de 2 avrinningsområdena uppströms in blir den ackumulerade arean 6,43 kvadratkilometer. Vattendraget som avvattnar avrinningsområdet har biflödesordning 2, vilket innebär att vattnet flödar genom totalt 2 vattendrag innan det når havet efter 21 kilometer. Avrinningsområdet består mestadels av skog (82 %). Avrinningsområdet har 0,06 kvadratkilometer vattenytor vilket ger det en sjöprocent på 9,6 %.